# Heinrichsruh
Heinrichsruh è una frazione della città tedesca di Torgelow, nel Land del Meclemburgo-Pomerania Anteriore.

### Esplicative
1. ↑  Torgelow non è un comune, bensì una città.

### Bibliografiche
1. ↑  (DE) Hauptsatzung der Stadt Torgelow, § 13, Abs. 1, su torgelow.de. URL consultato il 19 ottobre 2017 (archiviato dall'url originale il 19 ottobre 2017).